# From Birth to Burial (альбом 10 Years)
From Birth to Burial — сьомий студійний альбом американського метал-гурту 10 Years, реліз якого відбувся 21 квітня 2015 року.

## Про альбом
From Birth to Burial — другий альбом, випущений на власному лейблі гурту. Запис альбому почався у 2014 році. Роботу розпочали 3 учасники гурту: Гашек (вокал), Джонсон (гітара) та Водін, який окрім партій барабанів та гітари, за відсутності Льюса Косбі, зіграв і на бас гітарі.
25 січня 2015 року гурт представив дебютний сингл «Miscellanea», на який згодом було відзнято музичне відео. В чарті Mainstream Rock сингл досяг 18 місця. 11 серпня гурт представив другий сингл «From Birth to Burial»
Протягом першого тижня кількість проданих копій склала 7 900, а в чартах альбом дебютував на 39 позиції.
18 вересня вийшла спеціальна цифрова австралійська версія альбому, що включає два акустичних бонуси.

## Список композицій
Автор слів Джессі Гашек, автор музики 10 Years. 
| #     | Назва                    | Тривалість |
| ----- | ------------------------ | ---------- |
| 1.    | «From Birth to Burial»   | 4:11       |
| 2.    | «Selling Skeletons»      | 3:14       |
| 3.    | «Vertigo»                | 3:38       |
| 4.    | «Triggers and Tripwires» | 3:20       |
| 5.    | «Luna»                   | 3:23       |
| 6.    | «Crimson Kiss»           | 3:14       |
| 7.    | «The River»              | 4:09       |
| 8.    | «Ashes»                  | 3:19       |
| 9.    | «Survivors?»             | 4:04       |
| 10.   | «Miscellanea»            | 3:26       |
| 11.   | «Moisture Residue»       | 4:10       |
| 40:08 |                          |            |

| Australian Exclusive Bonus Edition | Australian Exclusive Bonus Edition | Australian Exclusive Bonus Edition |
| #                                  | Назва                              | Тривалість                         |
| ---------------------------------- | ---------------------------------- | ---------------------------------- |
| 12.                                | «Luna (акустична версія)»          | 3:13                               |
| 13.                                | «Miscellanea (акустична версія)»   | 3:33                               |
| 46:54                              |                                    |                                    |

## Чарти
| Рік  | Чарт                               | Найвища позиція |
| ---- | ---------------------------------- | --------------- |
| 2015 | Billboard 200                      | #66             |
| 2015 | Top Hard Rock Albums               | #2              |
| 2015 | Top Modern Rock/Alternative Albums | #7              |
| 2015 | Top Rock Albums                    | #9              |

## Учасники запису
- Джессі Гашек — вокал
- Райан «Tater» Джонсон — гітара, бек-вокал
- Брайан Водін — гітара, барабани, бас